# Nanao

Nanao (七尾市 Nanao-shi?) este un municipiu din Japonia, prefectura Ishikawa.